# Orazio Farinati

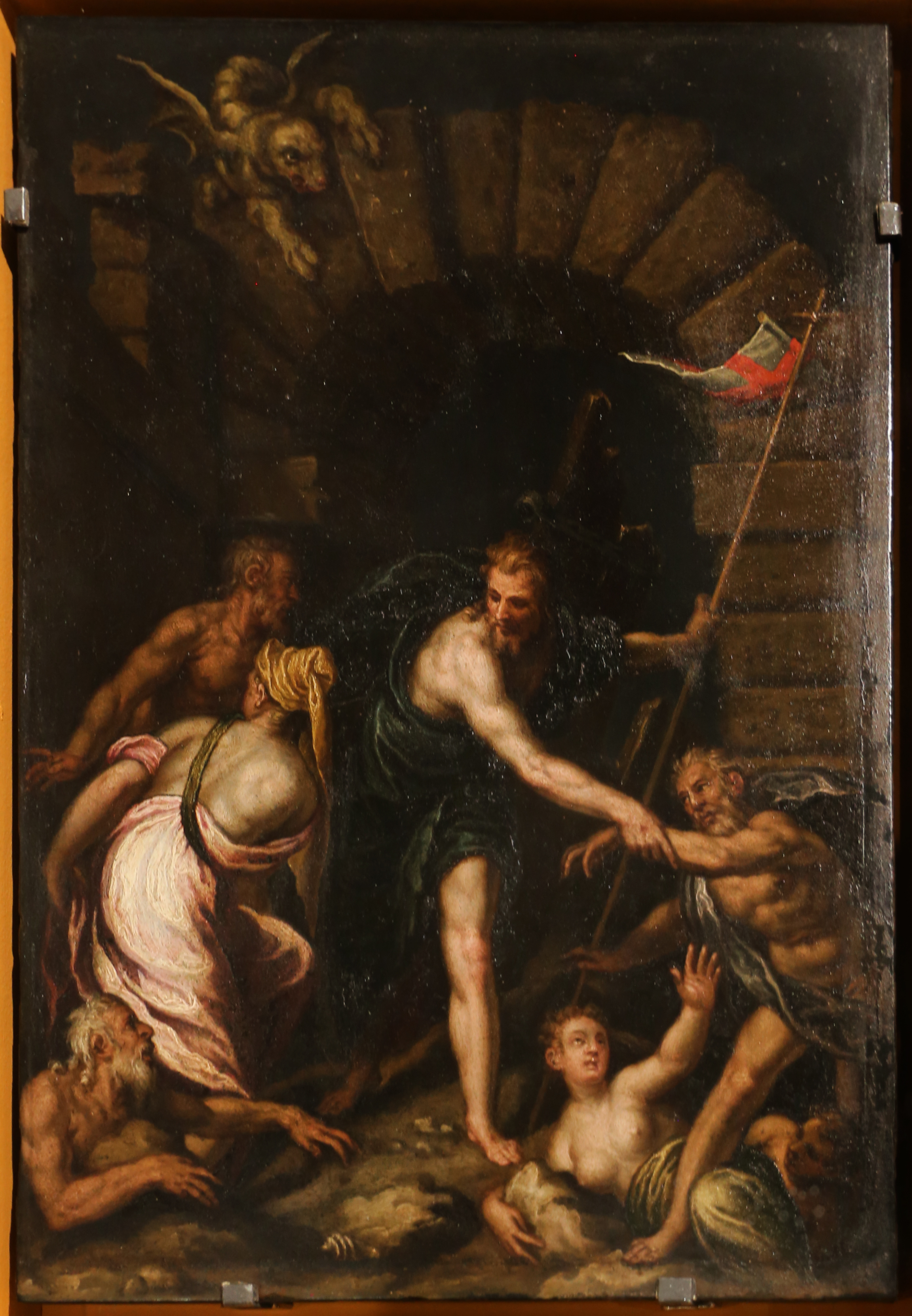
Cristo al limbo, Verona, Museo di Castelvecchio, 1610.

Orazio Farinati (Verona, 1559 – 1616) è stato un pittore e incisore italiano di stile tardo manierista.

## Biografia
Iniziò come principale assistente presso la bottega del padre, il pittore Paolo Farinati. Il suo stile deve molto a quello del padre che, talvolta, copia direttamente. Orazio era anche attivo nell'incisione realizzando copie sia delle proprie opere che di quelle di altri maestri veronesi e veneziani.